# Чувство (филм)
„Чувство“ (на италиански: Senso) е филм на Лукино Висконти от 1954 година с участието на Алида Вали и Фарли Грейнджър.

## Сюжет
Внимание:  Текстът по-долу разкрива сюжета на произведението (или части от него)!
Събитията се развиват през 1866 г. по време на борбата за обединението на Италия. Графиня Ливия Серпиери, която живее в окупирана от австрийците Венеция, подкрепя италианските патриоти, сред които важна роля играе нейният братовчед маркиз Роберто Усони. Един ден, по време на операта „Трубадур“, след като се пеят думите „Към оръжие!“ от сцената, маркизът се сбива с австрийския лейтенант Франц Малер.
Графинята, за да предотврати дуел, се среща с лейтенанта, но въпреки това след края на операта нейният братовчед е задържан и осъден на изгнание. Посещавайки го в затвора, Ливия отново се среща с Франц, който се ангажира да я изпрати до вкъщи. В резултат на това те вървят през цялата нощ и между тях пламва страст. Междувременно политическата ситуация се изостря: Прусия е готова да воюва с Австрия на страната на Италия, а Франц трябва да отиде на бойното поле...

## В ролите
| Изпълнител        | Роля                   |
| ----------------- | ---------------------- |
| Алида Вали        | Графиня Ливия Серпиери |
| Фарли Грейнджър   | Лейтенант Франц Малер  |
| Хайнц Моог        | Граф Серпиери          |
| Рина Морели       | Лаура, прислужница     |
| Марчела Мариани   | Клара, проститутка     |
| Масимо Джироти    | Маркиз Роберто Усони   |
| Голиарда Сапиенца | Патриотка              |
| Кристиан Маркан   | Бохемски офицер        |